# Kurzia stephanii
Kurzia stephanii là một loài Rêu trong họ Lepidoziaceae. Loài này được (Renauld) Grolle mô tả khoa học đầu tiên năm 1963.